# Машківці
Машківці (словац. Maškovce) — село в Словаччині, Гуменському окрузі Пряшівського краю. Розташоване в північно-східній частині Словаччини.

## Історія
Давнє лемківське село. Уперше згадується у 1574 році.
У селі є греко-католицька церква святих Петра і Павла з 1768 року в стилі бароко.

## Населення
| Рік:            | 1993 | 2003     | 2013     | 2023    |
| --------------- | ---- | -------- | -------- | ------- |
| Кількість осіб: | 53   | 63       | 53       | 56      |
| Різниця:        |      | +18,86 % | -15,87 % | +5,66 % |

| Рік:            | 2022 | 2023    |
| --------------- | ---- | ------- |
| Кількість осіб: | 56   | 56      |
| Різниця:        |      | -1,42 % |

У селі проживає 53 особи.
Національний склад населення (за даними останнього перепису населення — 2001 року):
- словаки — 88,89 %
- русини — 7,94 %
- українці — 3,17 %

Склад населення за приналежністю до релігії станом на 2001 рік:
- греко-католики: 68,25 %,
- римо-католики: 17,46 %,
- православні: 14,29 %,